# Jugurtha
Jugurtha eller Jugurthen (ca. 158 / 160 – 104 f.Kr.) var konge af Numidien mellem 118 og 104 f.Kr.

## Baggrund
Indtil Jugurthas farfar, Masinissa, havde fået magten, var numidierne delvist nomader og ikke anderledes end andre libyske stammer i Nordafrika på den tid. Masinissa fik etableret et kongerige, der nogenlunde svarer til nutidens Algeriet, og blev romersk allieret i 206 f.Kr. Efter en lang regeringsperiode blev han i 148 f.Kr. efterfulgt af sin søn, Micipsa. Jugurtha, som var Micipsas adoptivsøn (og Masinissas uægte barnebarn), var så populær blandt numidierne, at Micipsa så sig nødsaget til at sende ham til Hispania (Spanien). Uheldigvis for Micipsa brugte Jugurtha sin tid i Spanien til, frem for at holde lav profil, at skaffe sig adskillige indflydelsesrige romerske kontakter. Han deltog i belejringen af Numantia (134-133 f.Kr.) sammen med Gaius Marius og lærte her at forstå romernes svaghed for bestikkelse.[kilde mangler]

## Vejen til magten
Da Micipsa døde i 118 f.Kr., blev han efterfulgt i fællesskab af sine to sønner, Hiempsal og Adherbal, Jugurthas halvbrødre, samt Jugurtha. Jugurtha fik Hiempsal dræbt, hvilket førte til en åben krig mod Adherbal. Efter at Jugurtha havde besejret ham i åben kamp, flygtede Adherbal til Rom, hvor han søgte støtte. Den romerske ledelse løste konflikten ved at dele Numidien i to, sandsynligvis i 116 f.Kr., men denne løsning blev skæmmet af beskyldninger om, at de romerske ledere havde taget imod bestikkelse fra Jugurtha. Blandt de ledere, der blev fundet skyldige heri, var Lucius Opimius, der som konsul i 121 f.Kr. havde stået bag de hændelser, der førte til Gaius Gracchus' død.

## Krigen mod Rom
I 112 f.Kr. genoptog Jugurtha krigen mod Adherbal og trængte ham op i sin hovedstad, Cirta. Adherbal blev opmuntret til at holde stand af en gruppe italiske indbyggere, idet man forventede militær støtte fra Rom. Imidlertid var de romerske tropper bundet op af krigen mod kimbrerne, og senatet sendte blot to på hinanden følgende diplomatiske missioner for at protestere over Jugurthas belejring. Dette fungerede højst som en let forsinkelse for denne, inden han kunne indtage Cirta. Hans tropper massakrerede derpå talrige indbyggere, herunder de italiske indvandrere. Dermed bragte Jugurtha sig på kollisionskurs med Rom, som sendte tropper til området under ledelse af Lucius Calpurnius Bestia. Selv om romerne gjorde adskillige indfald på Numidien, var deres tunge infanteri ikke i stand til at gøre nogen større skade på Jugurthas hær, der omfattede en stor gruppe lette infanterister.
Bestia gik derpå ind på at forhandle med Jugurtha, der overgav sig og i den forbindelse fik meget fordelagtige fredsbetingelser, hvilket igen skabte mistanke om bestikkelse. Den lokale romerske leder blev kaldt til Rom, hvor han blev mødt med anklager om korruption af sin politiske modstander, Gaius Memmius, som også fik tribunalforsamlingen til at garantere Jugurtha frit lejde for at komme til Rom for at vidne i sagen mod de korruptionsanklagede. Imidlertid udnyttede et anden tribunalmedlem sin vetoret til at hindre bevisførelse, da først Jugurtha var ankommet. Under sit ophold i Rom skadede Jugurtha sit rygte og svækkede sin position alvorligt ved at få et slæng til at jagte sin fætter Massiva, der var en mulig rival til den numidiske trone.
Der udbrød igen krig mellem Numidien og Romerriget, og adskillige legioner blev sendt til Nordafrika under ledelse af konsul Quintus Caecilius Metellus Numidicus. Krigen trak ud i hvad der føltes som en evighed, hvorunder romerne søgte at sætte et afgørende angreb ind på Jugurtha. Frustreret over de udeblevne resultater vendte Metellus' løjtnant, Gaius Marius, tilbage til Rom for at søge at blive valgt til konsul. Efter at have opnået dette vendte Marius tilbage til Numidien for at overtage ledelsen. Han sendte sin kvæstor, Sulla, til nabolandet Mauretanien for at få dette til at afholde sig fra at støtte Jugurtha. Med støtte fra Bocchus 1. af Mauretanien blev Sulla i stand til at tage Jugurtha til fange og dermed afslutte krigen. Jugurtha blev i lænker ført til Rom og anbragt i Tullianum.[kilde mangler]
Jugurtha blev ført gennem Roms gader i Gaius Marius' romerske triumf, hvorefter han fik frataget sine kongelige klæder og øreringe revet af. Han mistede en øreflip i dette forløb. Han blev derpå kastet i Tullianum, hvor han døde af sult i 104 f.Kr. Hans søn Oxyntas overlevede ham.[kilde mangler]